# Historia jednej znajomości (singel Myslovitz)
Historia jednej znajomości – szósty singel Myslovitz (drugi z albumu Sun Machine), na którym znajduje się cover utworu Czerwonych Gitar o tym samym tytule.

## Lista utworów
| 1. | "Historia jednej znajomości" radio edit | 4:53  |
|    |                                         |       |
| 2. | "Historia jednej znajomości"            | 6:47  |
|    |                                         |       |
|    |                                         | 11:40 |
|    |                                         |       |